# Jim McGreevey
James Edward "Jim" McGreevey, född 6 augusti 1957, är en amerikansk politiker. Under sin tid som guvernör i New Jersey avslöjades att han haft en sexuell relation med en manlig rådgivare. Detta bidrog till att han avgick, och gjorde honom också känd som USA:s första homosexuella guvernör.